# Ministr pro strategické záležitosti Izraele
Ministr pro strategické záležitosti Izraele (hebrejsky שר לנושאים אסטרטגיים‎, sar le-nos'im astrategijim) je člen izraelské vlády, který stojí v čele ministerstva pro strategické záležitosti. Od května 2020 je úřadující ministryní Orit Farkaš-Hakohen ze strany Kachol lavan.

## Historie
Portfolio vzniklo po volbách v roce 2006 pro Avigdora Liebermana, jehož strana Jisra'el bejtenu se stala součástí koaliční vlády. Lieberman původně požadoval portfolio vnitřní bezpečnosti, ale toho času byl vyšetřován policií a post ministra vnitřní bezpečnosti již zastával Avi Dichter. V důsledku toho vzniklo nové ministerstvo, jehož úkolem je koordinace bezpečnosti, zpravodajských služeb a diplomatických iniciativ, týkajících se Íránu a dalších strategických hrozeb. Lieberman opustil vládu 18. ledna 2008 a o tři měsíce později byl post zrušen. Obnoven byl po vytvoření koaliční vlády po volbách v březnu 2009, kdy v jeho čele stanul bývalý náčelník Generálního štábu Moše Ja'alon.

## Seznam ministrů
| ministr             | strana           | vláda | funkční období          |
| ------------------- | ---------------- | ----- | ----------------------- |
| Avigdor Lieberman   | Jisra'el bejtenu | 31.   | 30.10.2006 – 18.01.2008 |
| Ehud Olmert         | Kadima           | 31.   | 18.01.2008 – 13.04.2008 |
| Moše Ja'alon        | Likud            | 32.   | 31.03.2009 – 18.03.2013 |
| Juval Steinitz      | Likud            | 33.   | 18.03.2013 – 14.05.2015 |
| Ze'ev Elkin         | Likud            | 34.   | 14.05.2015 – 25.05.2015 |
| Gil'ad Erdan        | Likud            | 34.   | 24.05.2015 – 17.05.2020 |
| Orit Farkaš-Hakohen | Kachol lavan     | 35.   | od 17.05.2020           |